# جون هيكس (ملحن)
جون هيكس (بالإنجليزية: John Hicks)‏ هو عازف جاز وملحن وعازف بيانو أمريكي، ولد في 21 ديسمبر 1941 في أتلانتا في الولايات المتحدة، وتوفي في 10 مايو 2006 في نيويورك في الولايات المتحدة.

## وصلات خارجية
- جون هيكس على موقع IMDb (الإنجليزية)
- جون هيكس على موقع ميوزك برينز (الإنجليزية)
- جون هيكس على موقع ميوزك برينز (الإنجليزية)
- جون هيكس على موقع أول ميوزيك (الإنجليزية)
- جون هيكس على موقع ديسكوغز (الإنجليزية)
- جون هيكس على موقع ديسكوغز (الإنجليزية)